# Вулиця Манізера
Вулиця Манізера — вулиця у центрі Харкова у Київському районі. Починається від вулиці Григорія Сковороди і йде на південний схід. За провулком Синельникова, починається вулиця Героїв Рятувальників, яка фактично є продовженням вулиці Манізера. Вулиця названа на честь російського скульптора Матвія Манізера.

## Історія
Вулиця утворилася як продовження Каплунівського провулка в бік вулиці Григорія Сковороди лише у 1927 році. Вона проходить на місці колишнього Каплунівського міського кладовища при Каплунівській церкві, яке було закрите для поховання в 1828 році, а в 1845 році остаточно ліквідоване. Спочатку ці землі зайняли державні селяни, а в 1860-ті роки міська влада розпочала планування майбутніх вулиць і провулків. Між цією вулицею та Каплунівською (нині Мистецтв) до 1920-х років розташовувалася Каплунівська церква, перебудована у 1912 році за проєктом Олексія Бекетова. У 1929 році церква була знесена.
Після заснування вулиця отримала назву на честь російського радянського державного та політичного діяча, дипломата, члена ЦК РКП(б) у 1924—1926 роках Леоніда Красіна, який навчався у Харківському Технологічному інституті. У 1930-х з'єднана з вулицею Героїв Рятувальників. 1942 року міська управа перейменувала вулицю у Владислава Бузескула, українського історика античності, академіка АН СРСР.
2 лютого 2016 року вулиця Красіна була перейменована Харківською міською радою в Манізера на честь Матвія Манізера, російського радянського скульптора з Санкт-Петербурга, автора посмертної маски Сталіна та пам'ятника Шевченкові в Харкові.
Вулиця Манізера є продовженням вулиці Гіршмана після перехрестя з вулицею Григорія Сковороди. Вона має довжину 350 метрів, перетинається провулками Каплунівським та Синельникова. Продовжується як вулиця Героїв Рятувальників до вулиці Шевченка.

## Будинки
Буд. № 1 — (вулиця Григорія Сковороди, 54) пам'ятка архітектури та історії місцевого значення. Житловий будинок з магазином, зведений 1932 року для заводу імені Малишева за проєктом архітектора Г. О. Яновицького за участю Є. О. Лимара. Цей великий семиповерховий будинок-комплекс домінує серед навколишньої забудови. З боку вул. Манізера над проїздом у двір нависає прямокутний обсяг з великим горизонтальним вікном. Стіни прикрашають напівкруглі балкони. Будівля належить до числа найкращих пам'яток архітектури конструктивізму. В ньому проживали радянські конструктори танків Михайло Кошкін й Олександр Морозов.
Буд. № 3 — Житловий будинок, відомий як «Будинок німця» та «Будинок актора». Побудований у 1929 році, у роки німецької окупації фольксдойче отримували тут німецькі паспорти.
Буд. № 4 — Харківський комп'ютерно-технологічний коледж Національного технічного університету Харківський політехнічний інститут.
Буд. № 8 — Півротонда садиби Рижова. Пам'ятка архітектури місцевого значення. У 1912 році на паралельній вулиці Дарвіна було зведено особняк № 9, який належав купцю, співвласнику товариства торгівлі металевими та шорними виробами Петру Павловичу Рижову. У дворі будинку за проєктом автора основної будівлі Віктора Валеріановича Величка було зведено півротонду у стилі неокласицизм. Довгий час вона простояла занедбана, а у 2021 році була відреставрована.
Буд. № 5 — Житловий будинок, пам'ятка історії місцевого значення. У 1944—1986 роках тут жив український радянський композитор, диригент і музичний педагог Дмитро Клєбанов.
Буд. № 12 — (вулиця Дарвіна, 12) будівля зі сторони вулиці Дарвіна побудована у мавританському стилі у 1896 році архітектором Олексієм Бекетовим для підприємця та вченого Дмитра Олексійовича Алчевського. В ній відкрили дитячий садок, а в 1911—1912 роках прибудували з північного боку ще один корпус за проєктом архітектора Михайла Піскунова, після чого у будівлі було відкрито гімназію. Вхід до неї був передбачений з боку Каплунівського провулка (нині Каплунівський провулок та вулиця Манізера). У 1924 році гімназію перетворили на середню школу № 1 (нині — Харківська гімназія № 1).
Поруч з вулицею було побудовано в 1885 Харківський технологічний інститут (зараз НТУ ХПІ).

## Галерея

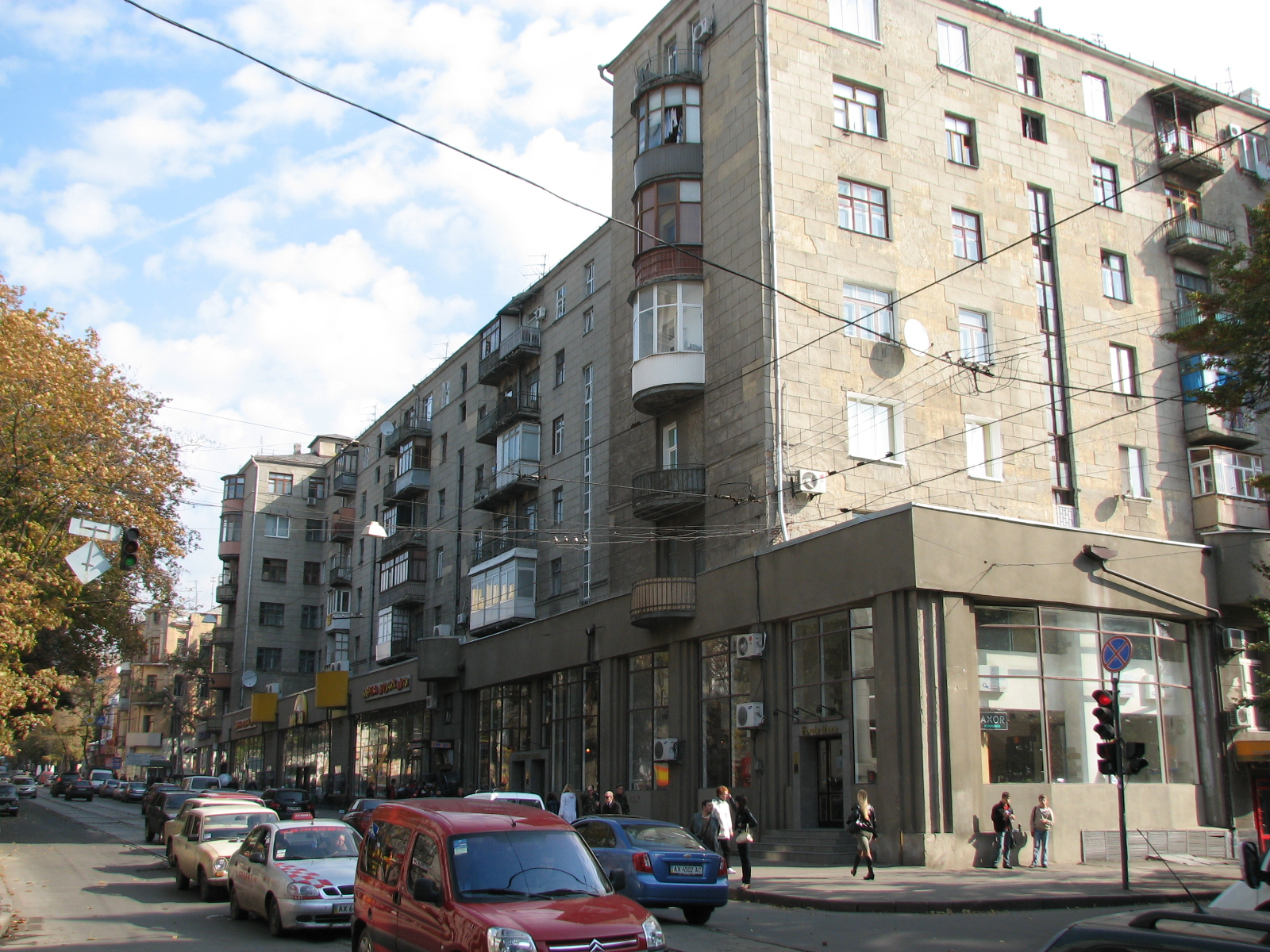
Будинок №1
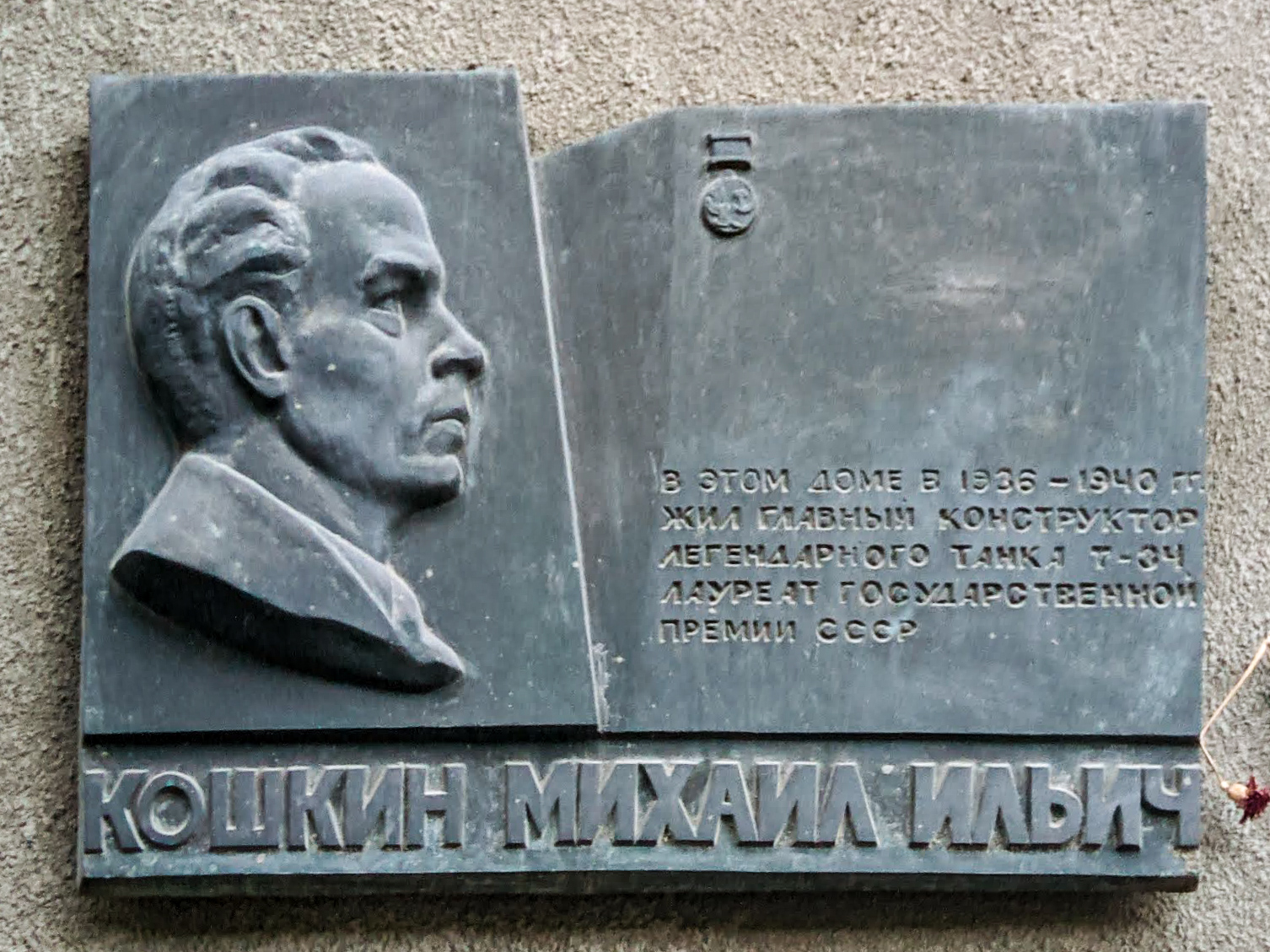
Меморіальна табличка М. Кошкіну
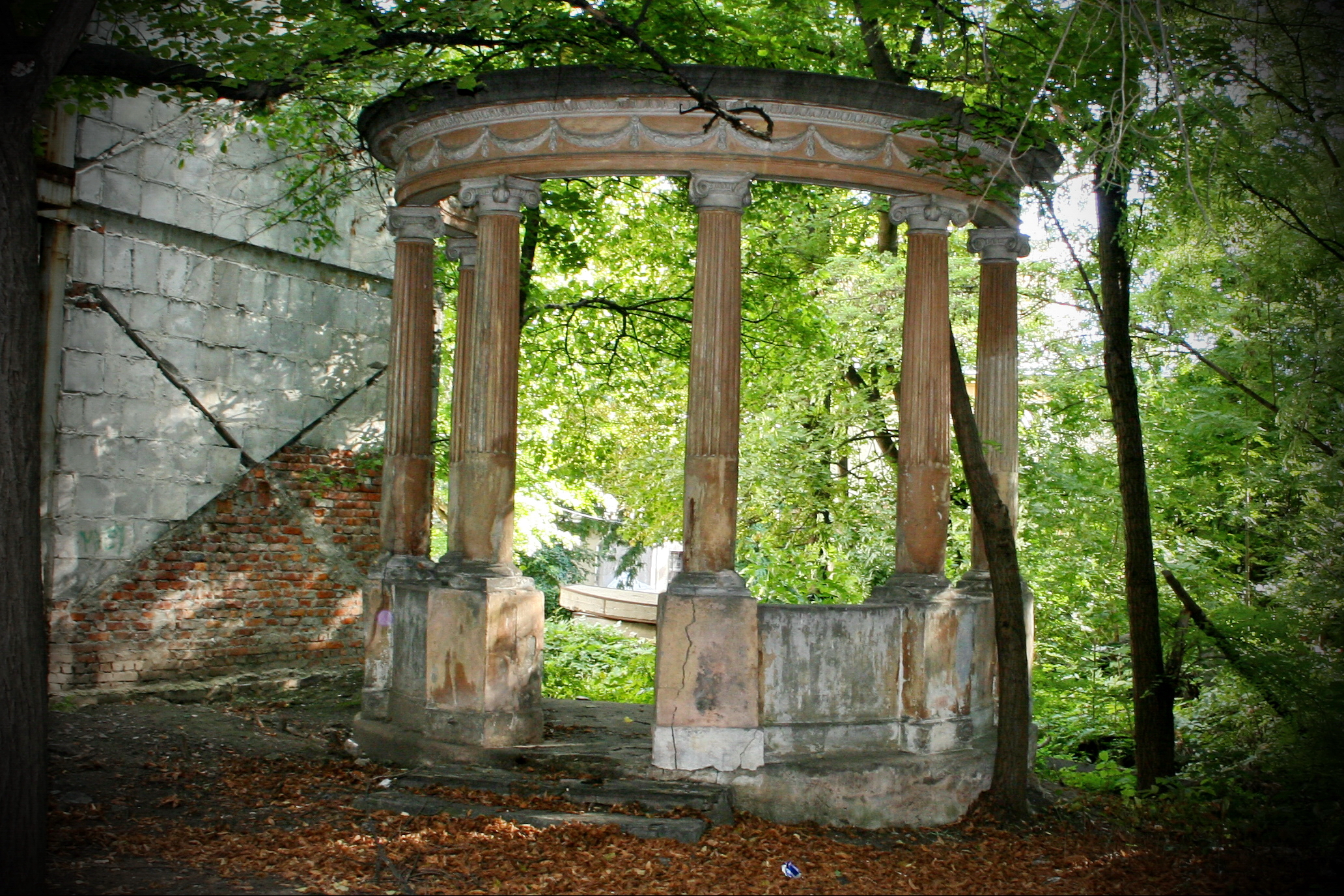
Півротонда до реставрації
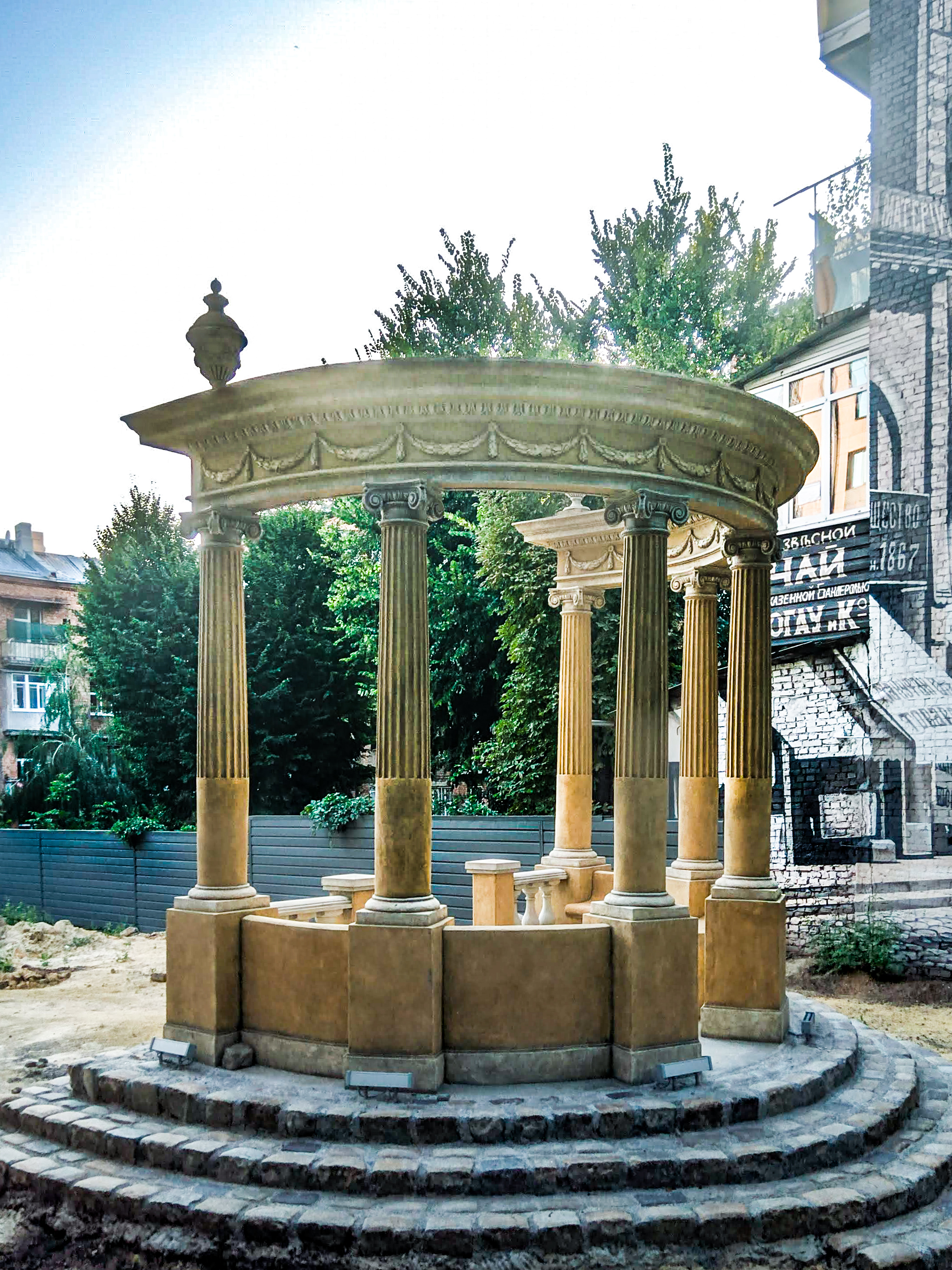
Півротонда після реставрації
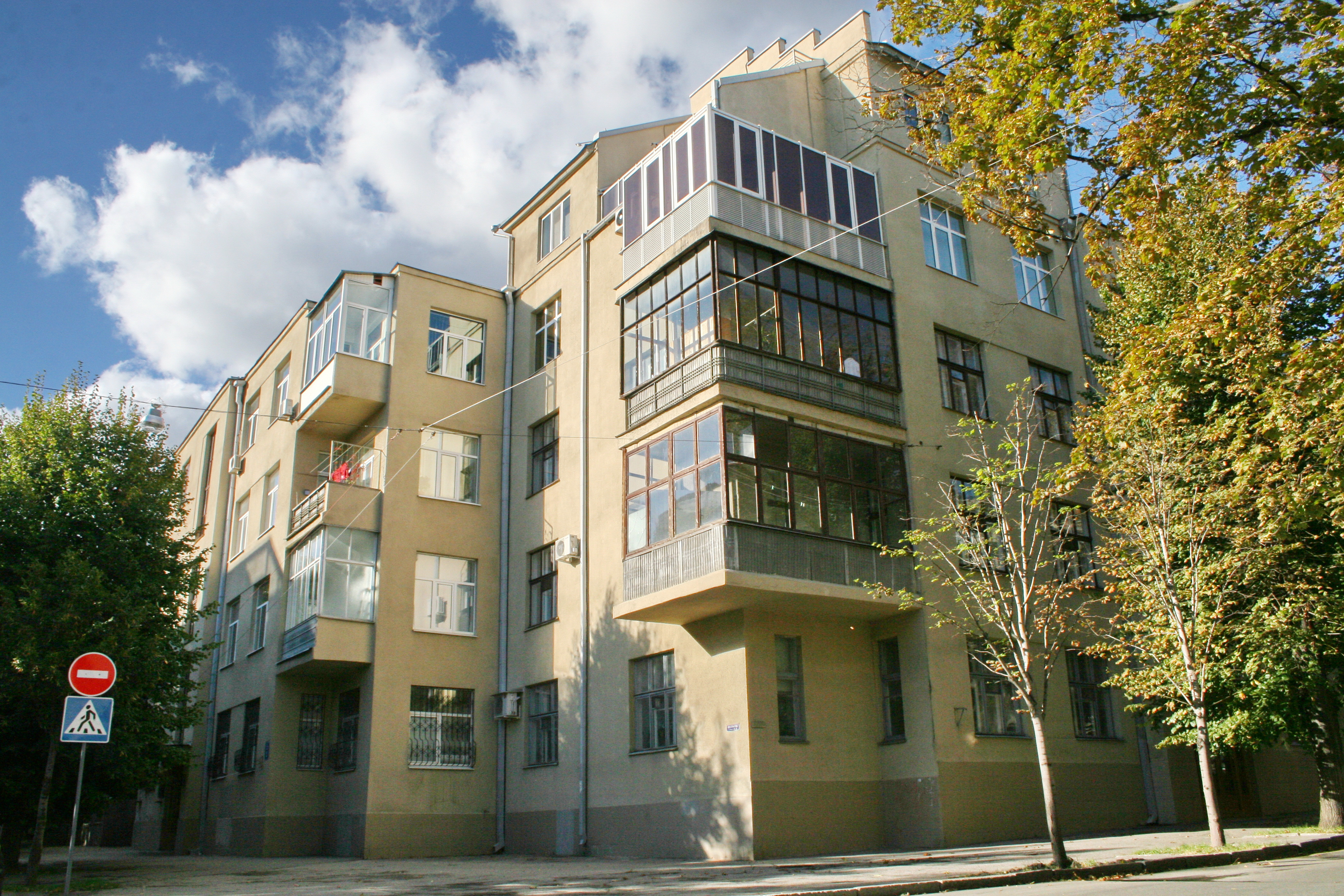
Будинок №5
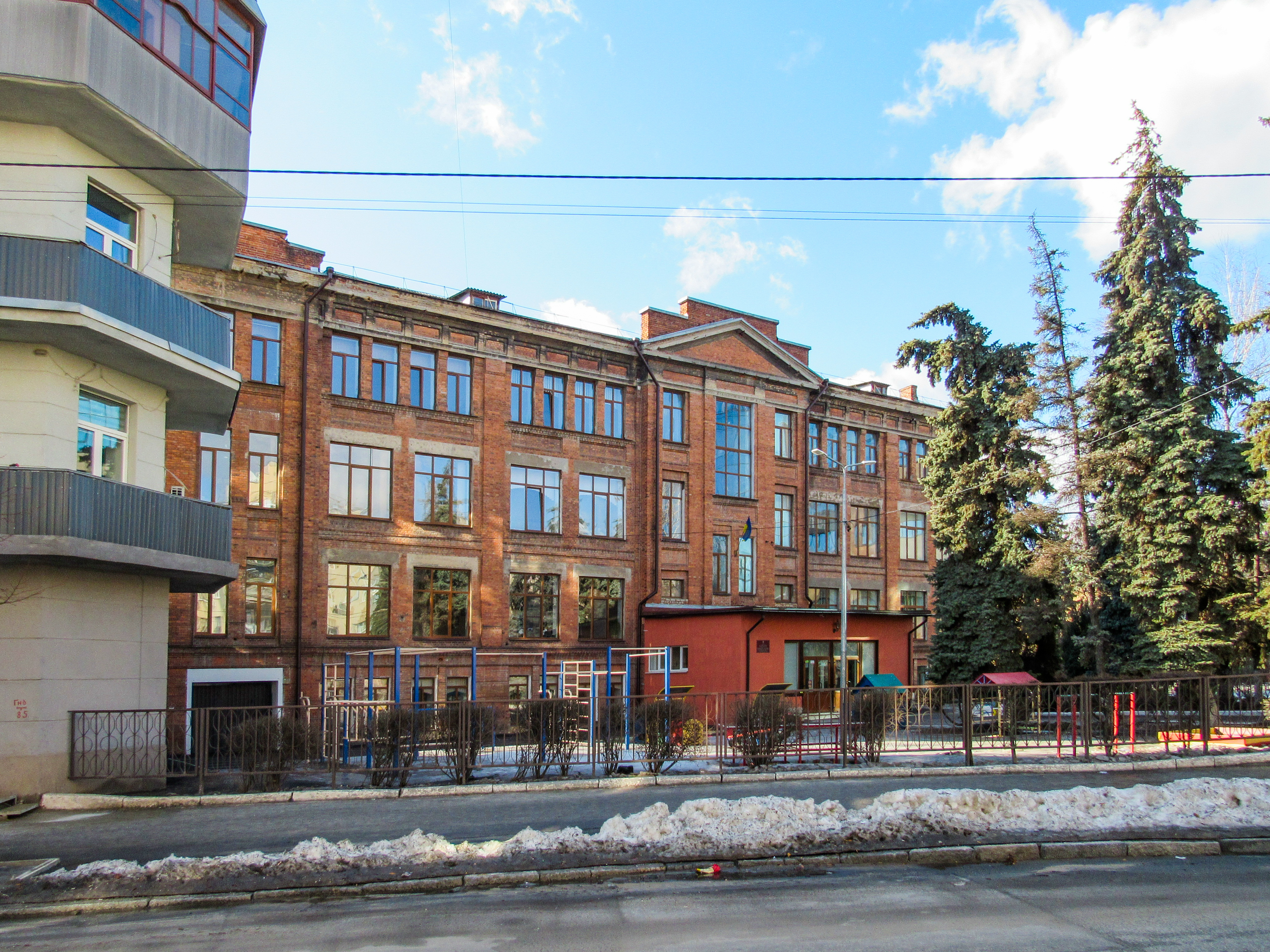
Будинок №12